# Natation synchronisée aux Jeux asiatiques de 2010
Les épreuves de natation synchronisé se sont déroulées du 19 au 21 novembre 2010 à Canton.

## Tableau des médailles
| Rang  | Nation        | Or | Argent | Bronze | Total |
| ----- | ------------- | -- | ------ | ------ | ----- |
| 1     | Chine         | 3  | 0      | 0      | 3     |
| 2     | Japon         | 0  | 3      | 0      | 3     |
| 3     | Kazakhstan    | 0  | 0      | 1      | 1     |
| 3     | Corée du Nord | 0  | 0      | 1      | 1     |
| 3     | Corée du Sud  | 0  | 0      | 1      | 1     |
| Total | Total         | 3  | 3      | 3      | 9     |

## Médaillées
| Event   | Or | Argent | Bronze |
| ------- | --- | --- | --- |
| Duo     | Chine Jiang Wenwen Jiang Tingting                                                                                                   | Japon Yukiko Inui Chisa Kobayashi | Corée du Sud Park Hyun-Sun Park Hyun-Ha |
| Equipe  | Chine Liu Ou Luo Xi Chang Si Jiang Wenwen Jiang Tingting Wu Yiwen Huang Xuechen Sun Wenyan Chen Xiaojun Yu Lele                     | Japon Yukiko Inui Chisa Kobayashi Yumi Adachi Mai Nakamura Mayo Itoyama Aika Hakoyama Miho Arai Kurumi Yoshida Yui Ueminami Misa Sugiyama | Corée du Nord Jang Hyang-Mi Kim Jong-Hui Kim Jin-Gyong Wang Ok-Gyong Kim Yong-Mi Kim Su-Hyang Kim Ok-Gyong So Un-Byol                                                                      |
| Combiné | Chine Liu Ou Luo Xi Chang Si Jiang Wenwen Jiang Tingting Wu Yiwen Huang Xuechen Shi Xin Sun Wenyan Fan Jiachen Chen Xiaojun Yu Lele | Japon Yukiko Inui Chisa Kobayashi Yumi Adachi Mai Nakamura Mayo Itoyama Aika Hakoyama Miho Arai Kurumi Yoshida Yui Ueminami Misa Sugiyama | Kazakhstan Ainur Kerey Aigerim Issayeva Aigerim Zhexembinova Alexandra Nemich Yekaterina Nemich Amina Yermakhanova Tatyana Kukharskaya Aigerim Anarbayeva Aisulu Nauryzbayeva Anna Kulkina |